# Лазерное ускорение электронов
Ла́зерное ускоре́ние электро́нов — процесс ускорения электронного пучка с помощью сверхсильного лазерного излучения. Возможно как ускорение непосредственно электромагнитным излучением в вакууме или в специальных диэлектрических структурах, так и опосредованное ускорение в ленгмюровской волне, возбуждаемой лазерным импульсом, распространяющимся в плазме низкой плотности. Данным методом экспериментально получены пучки электронов с энергиями, превышающими 10 ГэВ.

## Прямое ускорение лазерным полем
Прямое ускорение лазерным полем малоэффективно, поскольку в строго одномерной задаче электрон, попадающий в поле лазерного импульса, после выхода из него имеет ту же энергию, что и в начале, то есть требуется проводить ускорение в сильносфокусированных полях, в которых существенна продольная составляющая электрического поля, но в таких полях фазовая скорость волны вдоль оси распространения больше скорости света, поэтому электроны быстро отстают от ускоряющего поля. Чтобы компенсировать последний эффект предлагалось проводить ускорение в газе, где относительная диэлектрическая проницаемость выше единицы, и фазовая скорость уменьшается. Однако в этом случае существенным ограничением является то, что уже при интенсивностях излучения порядка 1014 Вт/см² газ ионизируется, образуя плазму, что приводит к дефокусировке лазерного пучка. Экспериментально таким методом была продемонстрирована модуляция в 3,7 МэВ пучка электронов, имевших энергию 40 МэВ.

## Ускорение в плазменной волне
При распространении достаточно интенсивного лазерного импульса в газе происходит его ионизация с образованием неравновесной плазмы, в которой за счёт пондеромоторного воздействия лазерного излучения возможно возбуждения так называемой кильватерной волны — ленгмюровской волны, бегущей вслед импульсу. В этой волне имеются фазы, в которых продольное электрическое поле является ускоряющим для электронов, бегущих вместе с волной. Поскольку фазовая скорость продольной волны равна групповой скорости лазерного импульса в плазме, которая лишь немногим меньше скорости света, релятивистские электроны могут находиться в ускоряющей фазе достаточно длительное время, приобретая значительную энергию. Этот метод ускорения электронов был впервые предложен в 1979 году.
При увеличении интенсивности лазерного импульса увеличивается амплитуда возбуждаемой плазменной волны и, как следствие, увеличивается темп ускорения. При достаточно высоких интенсивностях плазменная волна становится нелинейной и, в конце концов, обрушается. При этом возможно возникновение сильно нелинейного режима распространения лазерного импульса в плазме — так называемый пузырьковый (или баббл-) режим, в котором позади лазерного импульса образуется полость, похожая на пузырёк, практически полностью лишённая электронов. В этой полости также имеется продольное электрическое поле, способное эффективно ускорять электроны.
Экспериментально в линейном режиме взаимодействия был получен пучок электронов, ускоренный до энергий порядка 1 ГэВ на трассе длиной 3 см. Для компенсации дифракционной расходимости лазерного импульса в этом случае дополнительно использовался волновод в виде тонкого капилляра. Увеличение мощности лазерного импульса до уровня петаватта позволило повысить энергию электронов до 2 ГэВ. Дальнейшее увеличение энергии электронов было достигнуто за счёт разделения процессов их инжекции в ускоряющую плазменную волну и собственно процесса ускорения. Этим методом в 2011 году были получены электроны с энергией около 0,5 ГэВ, а в 2013 году был превышен уровень 3 ГэВ, причём общая длина ускорительного канала составила всего 1,4 см (4 мм — инжекционный этап, 1 см — ускорительный этап). В 2014 году в Национальной лаборатории имени Лоуренса в Беркли были получены первые экспериментальные результаты по ускорению электронов в капилляре длиной 9 см при помощи лазера BELLA. В этих экспериментах было продемонстрировано ускорение до энергии, превышающей 4 ГэВ, лазерным импульсом мощностью 0,3 ПВт, что стало новым рекордом. В 2019 году там же был установлен новый рекорд — при пиковой мощности лазерного импульса 0,85 ПВт были получены электроны с энергией около 7,8 ГэВ в капилляре длиной 20 см. В 2024 году там же в капиляре длиной 30 см была продемонстрирована генерация пучков электронов с энергией выше 10 ГэВ.
В нелинейном режиме взаимодействия максимально достигнутая энергия составила 1,45 ГэВ на трассе длиной 1,3 см. В эксперименте использовался лазерный импульс мощностью 110 ТВт.

### Научная
- E. Esarey, C. B. Schroeder, W. P. Leemans. Physics of laser-driven plasma-based electron accelerators (англ.) // Rev. Mod. Phys.. — 2009. — Vol. 81. — P. 1229—1284.
- K. Krushelnick, V. Malka. Laser wakefield plasma accelerators (англ.) // Laser & Photonics Reviews[англ.]. — 2009. — Vol. 4. — P. 42—52.
- А. В. Коржиманов, А. А. Гоносков, Е. А. Хазанов, А. М. Сергеев. Горизонты петаваттных лазерных комплексов // УФН. — 2011. — Т. 181. — С. 9—32.
- V. Malka. Laser plasma accelerators (англ.) // Phys. Plasmas. — 2012. — Vol. 19. — P. 055501. — doi:10.1063/1.3695389.
- S. M. Hooker. Developments in laser-driven plasma accelerators (англ.) // Nature Photonics. — 2013. — Vol. 7. — P. 775—782. — doi:10.1038/nphoton.2013.234.
- R. Joel England et al. Dielectric laser accelerators (англ.) // Rev. Mod. Phys.. — 2014. — Vol. 86. — P. 1337. — doi:10.1103/RevModPhys.86.1337.
- И. Ю. Костюков, A. M. Пухов. Плазменные методы ускорения электронов: современное состояние и перспективы // Успехи физических наук. — Российская академия наук, 2015. — Т. 185. — С. 89. — doi:10.3367/UFNr.0185.201501g.0089.

### Научно-популярная
- Л. М. Горбунов. Зачем нужны сверхмощные лазерные импульсы? // Природа. — Наука, 2007. — № 4.
- В. Ю. Быченков. Пятьдесят лет лазеру. Новый шаг — ускоритель на столе // Наука и жизнь. — 2010. — № 12.